# Comuna Braslovče
Braslovče (Občina Braslovče) este o comună din Slovenia, cu o populație de 4.933 de locuitori (2002).

## Localități
Braslovče, Dobrovlje, Glinje, Gomilsko, Grajska vas, Kamenče, Letuš, Male Braslovče, Orla vas, Parižlje, Podgorje pri Letušu, Podvrh, Poljče, Preserje, Rakovlje, Spodnje Gorče, Šentrupert, Šmatevž, Topovlje, Trnava, Zakl, Zgornje Gorče